# Darcy Paquet
Darcy Paquet (Massachusetts, 1972) is een Amerikaans filmcriticus en -docent, auteur, acteur en vertaler. In 2011 kreeg hij de Korea Film Reporters Association Award toegekend op het vijftiende Internationaal filmfestival van Pusan voor zijn bijdrage in de bekendmaking van de Koreaanse film. In 2014 riep hij de Wildflower Film Awards in het leven. In 2019 werkte hij nauw samen met de Koreaanse regisseur Bong Joon-ho voor de Engelse ondertiteling van de film Parasite en droeg hij op die manier bij tot het wereldwijde succes ervan. 

## Carrière
Paquet werd in 1972 geboren in Massachusetts. Hij studeerde Russisch aan het Carleton College in Minnesota en behaalde een master toegepaste linguïstiek aan de Universiteit van Indiana. Omdat hij talrijke Koreaanse vrienden had, ging hij in 1997 naar Seoel om Engels te doceren aan de Korea University. De Koreaanse film zou zijn leven veranderen.
In 1999 creëerde hij de website Koreanfilm.org om films uit zijn nieuwe vaderland wereldwijd bekend te maken. Hij leverde regelmatige bijdragen aan het filmtijdschrift Cine 21.
Naast zijn werk als filmdocent is hij filmcriticus op radio en tv en freelance auteur, acteur en vertaler. Hij ondertitelde al meer dan 100 Koreaanse films en kwam onder de aandacht van het grote publiek na het succes van Parasite, de film van Bong Joon-ho die hij van rake en humoristische ondertitels voorzag.

## Privé
Paquet trouwde in 1998 met de Koreaanse Yeon Hyeon-sook.